# Внешняя политика Замбии
Внешняя политика Замбии — общий курс Замбии в международных делах. Внешняя политика регулирует отношения Замбии с другими государствами. Реализацией этой политики занимается Министерство иностранных дел Замбии.

## История
В 1964 году Замбия стала независимым государством от Великобритании. В своей внешней политике Замбия последовательно поддерживала антиколониальные движения в южной части Африки, выступала за отмену режима апартеида в Южно-Африканской Республике и размещала тренировочные лагеря повстанцев Организации народов Юго-Западной Африки на своей территории. Подобная политика привела к конфронтации с ЮАР, дипломатические отношения с этой страной были установлены только в 1992 году. Во время гражданской войны в Анголе, правительство Замбии поддерживало правящую партию Народное движение за освобождение Анголы — Партию труда и запрещало размещать на своей территории базы для тренировки повстанцев из УНИТА.
С 1980 по 2004 год правительство Зимбабве не признавало факт наличия границы между Замбией и Ботсваной. В 2004 году правительство Зимбабве де-факто признало существование ботсвано-замбийской границы и сняло возражения насчет планов Замбии и Ботсваны по строительству моста через реку Замбези. В 1980-е годы у Замбии были напряжённые отношения со своим северным соседом Демократической Республикой Конго. В 1998 году на территории ДР Конго вспыхнула Великая африканская война в которой приняли участие 9 государств. В июле 1999 года в столице Замбии произошло подписание соглашения о прекращении боевых действий в ДР Конго.
Широко налажено сотрудничество в экономической сфере с соседней Танзанией и Кенией. Замбию объединяет множество проектов с этими странами, что благотворно сказывается на уровне торгового сотрудничества. В последние годы растет уровень товарооборота Замбии и Китайской Народной Республики.

## Двусторонние соглашения
2 октября 2000 года Замбия стала получать помощь США в рамках Закона о поощрении экономического роста и возможностей африканских стран. В 2001 году Замбия стала членом зоны свободной торговли COMESA, что способствовало развитию торгово-экономических отношений между странами блока. В ноябре 2001 года страны COMESA и Соединённые Штаты Америки подписали Рамочное соглашение о торговле и инвестициях. 30 сентября 2008 года Замбия подписала Временное соглашение об экономическом партнёрстве с Европейским союзом. Правительство Замбии подписало похожие торговые соглашения с китайскими, нигерийскими, ливийскими и индийскими инвесторами.